# کلید کشتار
کلید کشتار (انگلیسی: Kill Switch) یک فیلم علمی تخیلی آمریکایی-هلندی محصول سال ۲۰۱۷، به کارگردانی تیم اسمیت در اولین کارگردانی خود، بر اساس فیلمنامه‌ای از چارلی کیندینگر و امید نوشین است. در این فیلم دن استیونز در نقش ویل پورتر، خلبان سابق ناسا که به فیزیکدان تبدیل شده بود، برای معکوس کردن آسیب‌های استفاده از انرژی کوانتومی نامحدود، به قیمت برخورد یکی از دو جهان، استخدام شده است. برنیس مارلو، تیگو گرناند، چاریتی ویکفیلد، باس کیزر، مایک لیبانون و مایک رویس نیز در این فیلم ایفای نقش می‌کنند.
داستان این فیلم که شبیه به بازی‌های شخصیت اول کامپیوتری است، از آنجایی آغاز می‌شود که در آزمایشی نظامی برای دستیابی به انرژی نامحدود، اشتباهی پیش می‌آید که موجب فروپاشی جهان می‌گردد. یک خلبان برای نجات خانواده و سیاره به مبارزه می‌پردازد…

## بازخوردها
- در جمع‌آوری نقد راتن تومیتوز، این فیلم بر اساس ۲۲ نقد، با میانگین امتیاز ۴٫۵ از ۱۰، دارای ۹٪ تاییدیه است.[۳]
- در متاکریتیک، این فیلم بر اساس ۸ منتقد دارای میانگین وزنی ۳۱ از ۱۰۰ است که نشان‌دهنده «بررسی‌های عموماً نامطلوب» است.[۴]